# Chiesa di San Gioacchino (Torino)
La chiesa di San Gioacchino è un edificio di culto cattolico che sorge a Torino di fronte alla ex stazione ferroviaria Ciriè-Lanzo, in corso Giulio Cesare, nel sotto-quartiere Porta Palazzo al confine con Borgo Dora.

## Storia

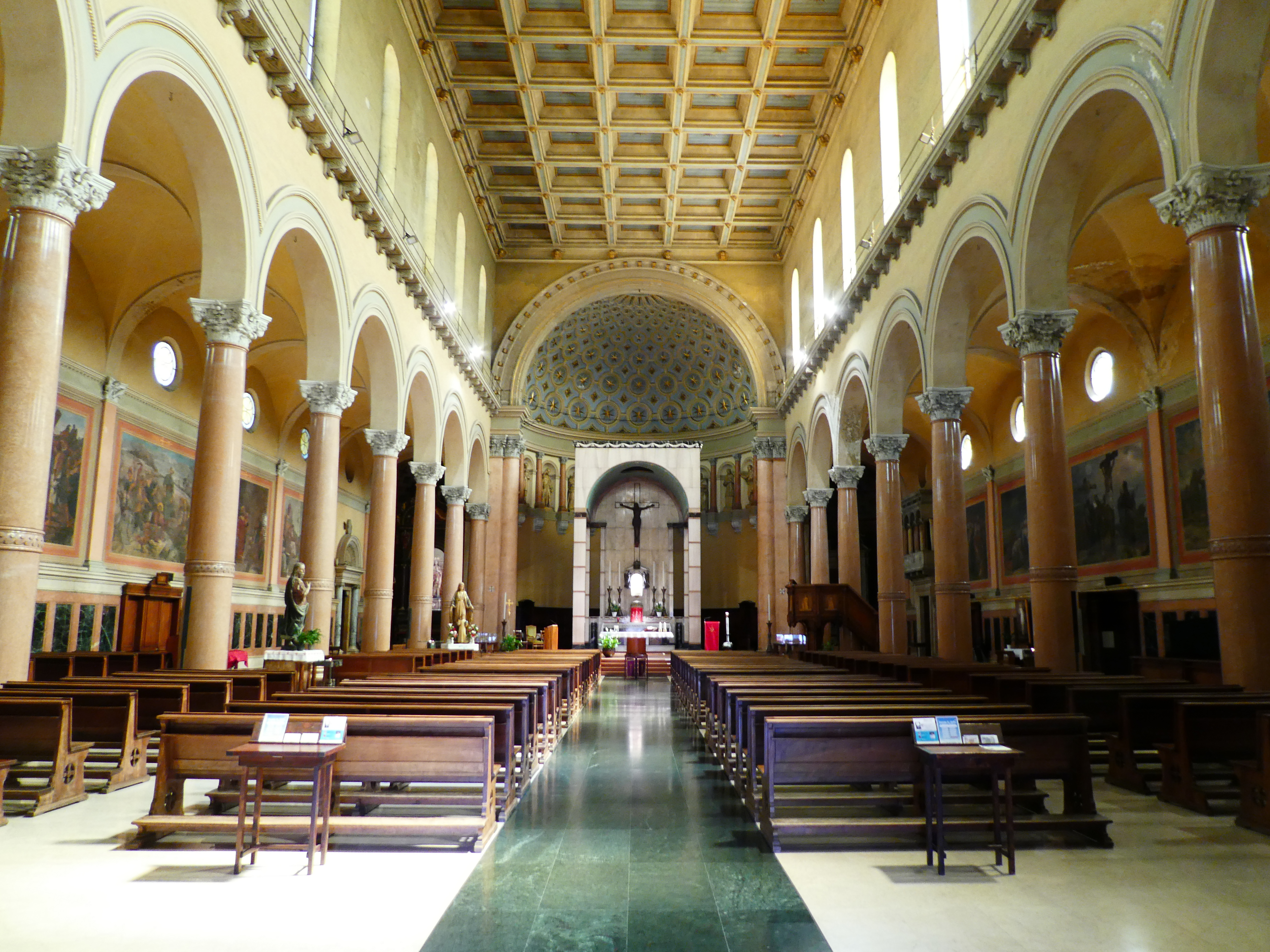
Interno

La chiesa di San Gioacchino, dedicata a questo santo in onore del papa di allora Leone XIII, Gioacchino Pecci, venne edificata tra il 1876 ed il 1882 in forme monumentali su progetto dell'ingegnere torinese Carlo Ceppi. Fu ampliata nel 1891 con la costruzione della cappelletta invernale sempre su progetto di Carlo Ceppi.
Durante la seconda guerra mondiale subì gravi danni a seguito dei bombardamenti dell'8 dicembre 1942 e del pesante bombardamento della RAF su tutta Torino avvenuto in data 13 luglio 1943. Semidistrutta nel soffitto, nelle colonne, nel grande crocifisso e danneggiata nei suoi affreschi laterali, venne ricostruita in fasi diverse dal 1946 al 1959; nel 1946 si provvide a rifare il cornicione perimetrale ed a consolidare il tetto con travi di calcestruzzo armato. Dal 2001 al 2004 la chiesa è stata sottoposta a una ristrutturazione importante a cura dell'Arch. Davide Drocco con il rifacimento totale l’impianto di riscaldamento a pannelli radianti sotto pavimento, che ha modificato, di conseguenza, alcune balaustre di marmo e l’area presbiteriale ed il restauro della facciata principale, anche a seguito di crolli parziali del cornicione. Nel 2002 è stato ristrutturato l'alloggio del parroco.

## Origini
In via Dora Grossa, attuale via Garibaldi, esisteva dall'XI secolo una chiesa dedicata ai santi Simone e Giuda Taddeo. Nel 1729 la chiesa venne soppressa e il parroco si trasferì in Borgo Dora, occupando una precedente cappella dedicata alla Beata Vergine della Neve edificata sulla sponda della Dora. Grazie anche ad un lascito testamentario dell'avvocato Giovannino Giuseppe Mangiardi, dopo alterne vicende fu finalmente edificata nel 1780 dall'architetto Francesco Valeriano Dellala di Beinasco la chiesa di Ss. Simone e Taddeo in piazza Borgo Dora, di fronte ala Regia Polveriera. Danneggiata dall'esplosione del 1852, subì danni anche dal terremoto del 1881 e il comune ne decretò la chiusura nel 1882 per destinarla a deposito per gli spalaneve. Il parroco monsignor Giovanni Cairola si era nel frattempo adoperato per un trasferimento della parrocchia e nel 1876 era stato incaricato l'ingegnere Carlo Ceppi, già progettista di altri edifici religiosi cittadini, di progettare una nuova chiesa nei dintorni, che sarebbe sorta in corso Giulio Cesare (allora corso Ponte Mosca), proprio di fronte alla stazione di Porta Milano della ferrovia Torino-Ceres. La chiesa di San Gioacchino, che conservava l'antico titolo giuridico dei “Santi Simone e Giuda” fu consacrata e aperta al pubblico l'8 dicembre del 1882.

## Struttura costruttiva e architettonica
L'edificio ha proporzioni maestose (57 metri di lunghezza, 26 metri di larghezza, 21 metri di altezza) e per vastità spaziale, impianto decorativo, articolazione delle parti è uno degli edifici religiosi più rilevanti all'interno del fervore costruttivo che si ebbe alla fine del secolo XIX in Torino.
La struttura portante verticale è in mattoni con volte a crociera di copertura delle navate laterali; il soffitto della navata centrale è diviso in cassettoni con una struttura in calcestruzzo armato (originariamente in legno, ma rifatta dopo i bombardamenti della seconda guerra mondiale). La suddivisione delle navate avviene mediante colonnati in pietra. Oculi vetrati illuminano le navate laterali, ampie finestrature arcuate sono finalizzate alla illuminazione della navata centrale.

## Descrizione
L'ingegner Ceppi eresse una monumunetale chiesa in stile eclettico, sommando diverse ispirazioni stilistiche dallo stile paleocristiano al primo rinascimento.
La facciata si ispira in parte a quelle del romanico abruzzese (come ad esempio la chiesa si Santa Maria di Collemaggio a L'Aquila). Essa è  a terminazione retta che si eleva su un breve sagrato, è caratterizzata da sequenze di elementi diversi a sviluppo orizzontale.  E' realizzata in pietra di Sarnico. Nel primo ordine si evidenziano cinque arconi a  tutto sesto con cornici a più profilature di cui i centrali sono la sede dei portoni di ingresso alla navata centrale, una sovrastante galleria parzialmente cieca e, nel secondo ordine, una cornice pensile che termina la superficie disegnata a rombi. La facciata è traforata da un rosone realizzato in pietra artificiale e finemente decorato all’interno con una croce e fregi di ferro battuto.
L'aula basilicale è preceduta da un vestibolo o nartece che ospita sul lato sinistro una colonna spezzata in marmo, a ricordo dei bombardamenti del 1943 e sul lato destro un busto di Monsignor Giovanni Cairola, parroco della vecchia chiesa dei SS. Simone e Giuda che edificò la chiesa di S. Gioacchino.
L'interno della chiesa richiama la spazialità delle chiese paleocristiane romane: si presenta a tre navate, divise da 18 colonne in marmo "rosso di Verona" concluse da absidi. Il soffitto è suddiviso in 90 cassettoni (originariamente in legno di larice d'America) ed è stato ricostruito dopo i bombardamenti, riproponendo le decorazioni a stucco originarie.
L'altare maggiore, prima dei bombardamenti della seconda guerra mondiale, ospitava un grande croficisso ligneo opera dello scultore ligneo Giovanni Tamone. Tra il 1950 e il 1959 venne ricostruito l’altare maggiore e inserito un baldacchino in marmo a chiusura dell’abside su progetto dell’Arch. Giuseppe Cento. Per i lavori di ristrutturazione degli anni 2000 il piano del pavimento è stato rialzato. Nei pressi dell'abside si può vedere ancora il mosaico pavimentale originario con la scritta "venite adoremus", al di sotto della pavimentazione attuale in legno.
L'abside retrostante l'altare maggiore ha 11 nicchie nelle quali all'inizio furono collocate 9 statue di santi, eseguite dallo scultore Antonio Brilla. Al centro vi è la statua di San Gioacchino, alla destra le statue dell'apostolo San Simone (titolare della precedente chiesa in piazza Borgo Dora), San Giovanni Battista, Sant'Anna, Santa Maria Maddalena. Alla sinistra di San Gioacchino vi sono le statue dell'apostolo San Giuda Taddeo (l'altro titolare della precedente chiesa), San Giuseppe, San Carlo, Santa Teresa.  Curioso il fatto che le ultime due nicchie non ospitarono subito delle statue ma furono riservate, per volere del parroco Giovanni Cairola, a Giuseppe Benedetto Cottolengo e Giovanni Bosco, allora viventi. Le loro statue furono collocate dal teologo  Roberto Gallea alla beatificazione dei due sacerdoti.
Le pareti delle navate laterali sono decorate con affreschi raffiguranti le 14 stazioni della Via Crucis, opera di importanti artisti dell'epoca: Enrico Gamba (dalla 1°alla 3° stazione navata sinistra), Giacomo Grosso (4° stazione navata sinistra), Paolo Gaidano (6° stazione navata sinistra), Cesare Saccaggi (7° stazione navata sinistra), Luigi Morgari (dalla 8° alla 13° navata destra), Carlo Pollonera (dalla 8° alla 13° navata destra). I grandi affreschi occupano la parte superiore delle pareti della navate laterali, mentre la parte inferiore delle stesse,  fino all'altezza di due metri, è decorata con lastre di marmo verde, con fasce e modanature di marmo rosso.
Le due navate laterali terminano con due cappelle sempre su disegno di Carlo Ceppi. La cappella di sinistra è dedicata al Cuore di Gesù ed ospita la statua del Nazareno all'interno di un pregevole tempietto sostenuto da esili colonne in marmo rosso di Castelpoggio, con capitelli in bronzo dorato. L'altare in marmo vede di Polcevera è riccamente decorato, con colonnine in marmo rosso e capitelli e piedistalli in brionzo dorato. Alle pareti su uno sfondo di panneggi sono dipinti il Padre Eterno e gli angeli, opera del pittore Enrico Reffo. La cappella di destra è dedicata al Cuor di Maria ed ospita il quadro  collocato su un altare in marmo bianco. Le decorazioni alle pareti si ispirano agli apparati decorativi paleocristiani..
A sinistra dell'ingresso vi è la cappella della Madonna Addolorata, che ospita un pregevole altare di stile neogotico con la scultura della pietà. Essa ospita anche il monumento funerario dei parroci di San Gioacchino, realizzato negli anni '50 del novecento.
Cappella laterale. Nella navata sinistra si apre una cappella feriale che ospita un pregevole crocifisso ligneo rinascimentale donato dalla società Michelin alla parrocchia. Sulla controfacciata è esposta una copia Ex voto In ringraziamento alla Vergine Consolata per la preservazione del Borgo Dora nello scoppio della Polveriera, 1852  (olio su tela del 1902 di Virginio Sinaglia)  dove si intravede sulla sinistra una parte della originaria chiesa dei Ss. Simone e Giuda

### Arredi
Il gruppo ligneo dedicato a San Giuseppe e Gesù Bambino è opera del maestro Meissner mentre il pulpito, scolpito in legno è attribuito all'architetto Baiano.
L'organo, di pregevole fattura, è opera della ditta Mascioni di Cuvio. Realizzato nel 1964, dispone di 36 registri divisi su 2 tastiere di 61 tasti e pedaliera concavo radiale di 32. La trasmissione è elettro-meccanica, la consolle è posta nella navata sinistra. La cassa e le canne sono invece sulla prima cantoria in controfacciata, dietro le colonne. Viene regolarmente utilizzato per le celebrazioni domenicali e le festività, anche della parrocchia.
Alcuni negativi fotografici di arredi, ovvero un paravento a tre pannelli in tessuto ricamato con il motto "In mobilitate fidelitas" / "Sic immutata fides" e tavolo con tovaglia e cuscino ricamati sono conservati presso la soprintendenza Archeologica a Palazzo Chiablese a Torino.

### Il campanile
Il campanile in stile neogotico italiano, è alto 45 metri ed ha al suo interno 8 campane in mib3 fuse nel 1884 da Pasquale Mazzola di Valduggia (le sei maggiori possono suonare a distesa mentre le due piccole sono fisse).

## Parrocchia
La chiesa attualmente è affidata a 4 sacerdoti diocesani e a 2 consacrati, tutti parte della Fraternità della Speranza del Sermig.

## Altri locali
Sfruttando il rialzamento di corso Giulio Cesare la Chiesa ospita locali parrocchiali, oratorio e diverse sale nei due piani interrati oltre a un campo da calcetto con spogliatoi, bagni e docce, bar interno. A fianco della basilica vi è la casa parrocchiale, ora trasformata in studentato.